# Xbox Game Studios
Xbox Game Studios (voorheen bekend als Microsoft Studios, Microsoft Game Studios en Microsoft Games) is een Amerikaanse producent en uitgever van spelcomputers en computerspellen. In 2002 werd Xbox Game Studios opgericht onder de naam Microsoft Game Studios. In 2011 werd dit Microsoft Studios. Op 5 februari 2019 vond de wijziging naar de huidige naam plaats.
Het bedrijf is eigendom van Microsoft. Oorspronkelijk maakte het spellen voor Windows-pc's. Na het uitkomen van de Microsoft-spelcomputers Xbox, Xbox 360 en Xbox One maakt het bedrijf voornamelijk spellen voor deze spelcomputers.

## Dochterbedrijven
Xbox Game Studios omvat 16 computerspelontwikkelstudios en 10 teams die ondersteunende diensten leveren.

Onder ZeniMax Media vallen 8 studios waardoor het feitelijke aantal ontwikkelstudio's op 23 uitkomt.

### Computerspelontwikkelstudio's
| Naam                    | Locatie                   | Oprichting | Overname  | Opmerking |
| ----------------------- | ------------------------- | ---------- | --------- | --- |
| Compulsion Games        | Montreal                  | 2009       | 2018      | Voor deze studios eigen games ontwikkelde, werkten ze mee aan games zoals Darksiders. In 2013 kon de studio hun eerste game (Contrast) uitbrengen. In 2018 volgde We Happy Few. De overname door box, zorgde voor financiering voor een Xbox One versie van het spel.          |
| Halo Studios            | Redmond, Washington       | 2007       | *         | Deze studio werd opgericht om verder te werken aan Halo nadat Bungie aankondigde Xbox te verlaten. |
| inXile Entertainment    | Newport Beach, Californië | 2002       | 2018      | Deze studio is gespecialiseerd in Role Playing Games en brachten spellen uit zoals The Bard's Tale en Wasteland 2. |
| Microsoft Casual Games  | Verenigde Staten          | 2013       | *         | Deze studio werd opgericht om de standaard Windows Casual computerspellen, zoals Solitair en Mahjong, te ontwikkelen. |
| Mojang Studios          | Stockholm                 | 2009       | 2014      | Deze studio is vooral bekend van Minecraft, een van de bestverkopende games ooit. |
| Ninja Theory            | Cambridge                 | 2000       | 2018      | Deze studio is vooral bekend als ontwikkelaar van indie games met AAA kwaliteit. Zo werd Hellblade: Senua's Sacrifice ontwikkeld door een team van 15 ontwikkelaars. |
| Obsidian Entertainment  | Irvine, Californië        | 2003       | 2018      | Obsidian Entertainment is vooral bekend van RPG's zoals Fallout: New Vegas. |
| Playground Games        | Leamington Spa            | 2010       | 2018      | Deze studio werkte als onafhankelijke studio aan een open wereld racing game binnen de Forza serie. In 2018, werden ze officieel overgenomen door Xbox Game studios. |
| Rare Ltd.               | Twycross                  | 1985       | 2002      | Rare evolueerde uit een bedrijf dat arcade games maakte, en werkte tot de overname door Xbox vooral aan games voor Nintendo. Toen Nintendo echter niet meteen interesse toonde in een volledige overname, volgde een biedingsoorlog, waar Microsoft aan het langste eind trok. |
| The Coalition           | Vancouver                 | 2010       | *         | Nadat deze studio werkte aan enkele sociale games voor Windows en Facebook, focuste de studio op Gears of War nadat Xbox deze IP overkocht van Epic Games |
| The Initiative          | Seattle, Washington       | 2018       | *         | The Initiative werd opgericht om "Quadruple A" games te ontwikkelen voor Xbox. later werd aangekondigd dat de studio een reboot ontwikkeld van Perfect Dark. |
| Turn 10 Studios         | Redmond                   | 2001       | *         | Turn 10 werd opgericht om, met Forza Motorsport, een racing game serie te ontwikkelen. |
| Undead Labs             | Seattle, Washington       | 2009       | 2018      | Deze studio werd opgericht door Jeff Strain, met de focus op de ontwikkeling van zombie-games. Later bereikte de studio een akkoord met Xbox om hun games te publiceren op de consoles. De studio werd uiteindelijk in 2018 officieel overgenomen door Xbox.                   |
| Double Fine Productions | San Francisco, Californië | 2000       | 2019      | Deze studio ontwikkelde games Psychonauts en Brütal Legend. Toen de studio werd overgenomen, werkten ze aan Psychonauts 2. |
| World's Edge            | Redmond, Washington       | 2019       | *         | World's Edge werd opgericht om te focussen op Age of Empires. De studio werkte mee aan enkele remasters en Age of Empires IV (dat voornamelijk werd ontwikkeld door Relic Entertainment).                                                                                      |
| ZeniMax Media           | Rockville, Maryland       | 1999       | 2020      | ZeniMax is het moederbedrijf van oa. Bethesda Softworks. |
| Activision Blizzard     | Santa Monica, Californië  | 1979       | 2022-2023 | Op 18 januari 2022 kondigden Microsoft en Activision Blizzard aan dat er een akkoord werd bereikt voor een overname. Microsoft zou 60 miljard € betalen voor het bedrijf |

* = Opgericht door Xbox Game Studios

### Studio's voor ondersteunende diensten
- Xbox Game Studios – EMEA Publishing
- Connected Experiences
- Xbox Game Studios – Sentient Team
- Xbox Game Studios – Skype Xbox Engineering Team
- Xbox Game Studios – Games Testing Organization
- Xbox Game Studios – Technology and Incubation Group
- Xbox Game Studios – Xbox Core Platform Team
- Xbox Game Studios – Deep Tech Team
- Xbox Game Studios – MSN Games Team

### Opgeheven
| Naam                         | Opgeheven | Opmerkingen                             |
| ---------------------------- | --------- | --------------------------------------- |
| Aces Studio                  | 2009      |                                         |
| Digital Anvil                | 2006      |                                         |
| Ensemble Studios             | 2009      | Ontwikkelde Age of Empires en Halo Wars |
| FASA Studio                  | 2007      |                                         |
| Hired Gun                    | 2007      |                                         |
| Lionhead Studios             | 2016      | Ontwikkelde Fable                       |
| Microsoft Game Studios Japan | 2015      |                                         |
| Press Play                   | 2016      | Ontwikkelde Max & The Magic Marker      |
| Lift London                  | 2018      |                                         |

## Selectie van spellen
Onderstaande spellen zijn afkomstig van Xbox Game Studios:
- Age of Empires-serie
- Microsoft Flight Simulator-serie
- Rise of Nations-serie
- Gears of War-serie
- Halo-serie
- Viva Piñata
- Zoo Tycoon-serie
- Fable-serie
- Microsoft Train Simulator-serie
- Minecraft